# 카리용

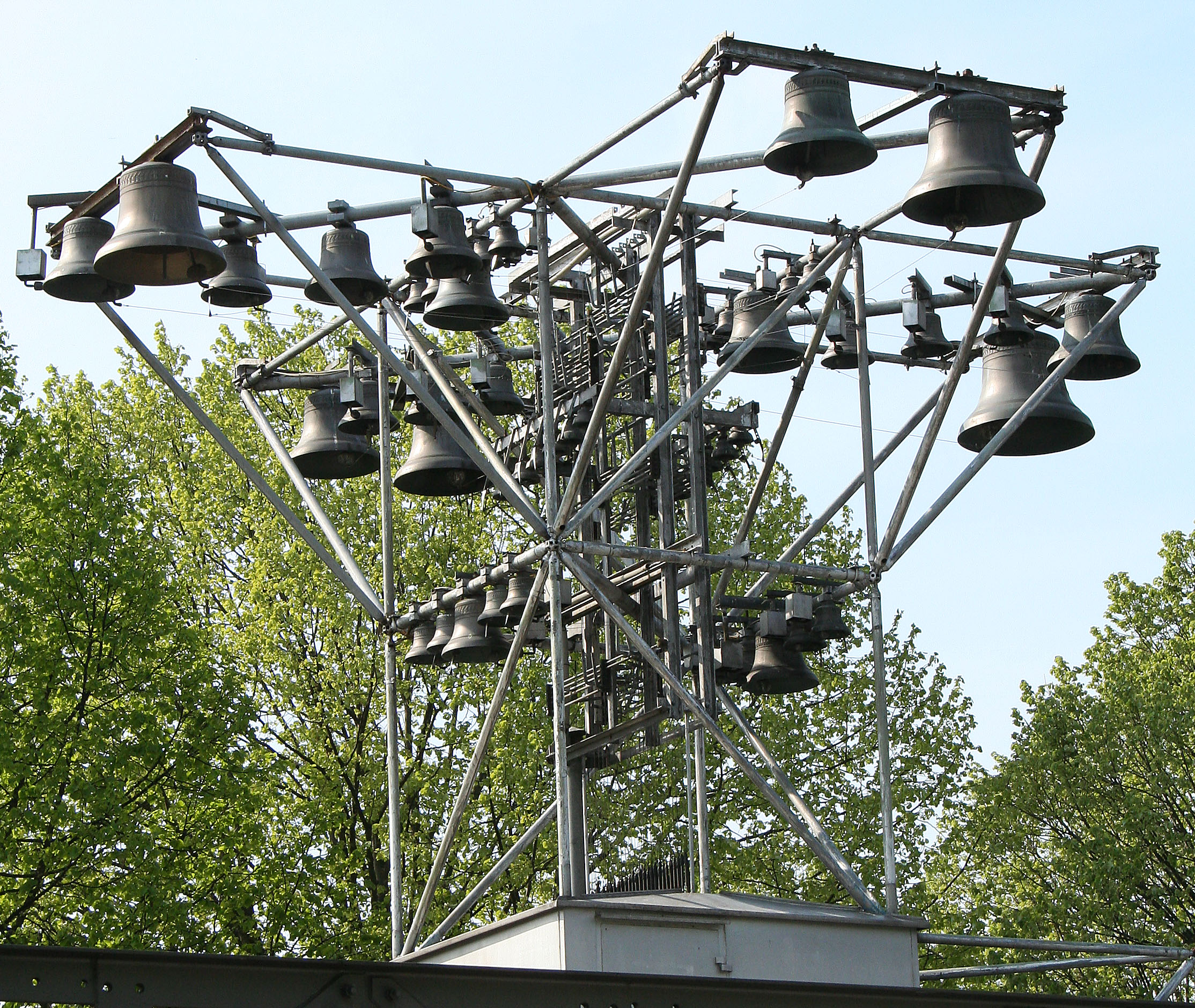
카리용

카리용(carillon)은 많은 종을 음계 순서대로 달아놓고 치는 악기이다.

## 역사
중세에 사람들에게 교회 예배의 임박함을 알리거나 화재, 폭풍, 전쟁 등의 대중 생활 속 사건들을 알리기 위한 한 방법으로 흔들리는 종들이 처음 사용되었다.
그러나 종을 사용하여 여러 작곡들을 연주하는 것은 16세기 저지대 국가가 기원이다. 최초의 카리용은 플란데런에서 비롯되었으며 궁정 광대는 1510년 베턴 키보드를 사용하여 오우데나르데 타운 홀의 종들로 음악을 연주하였다.

## 카리용 작곡가
- 마티아스 반덴 게인(Matthias Vanden Gheyn, 1721~85)
- 새뮤얼 바버
- 존 케이지
- 조지 헨리 크럼
- 에드워드 엘가

## 나라별 악기의수
| 국가           | 카리용 수 |
| -------------- | --------- |
| 네덜란드       | 197       |
| 미국           | 166       |
| 벨기에         | 89        |
| 독일           | 45        |
| 프랑스         | 27        |
| 덴마크         | 23        |
| 영국           | 19        |
| 노르웨이       | 12        |
| 캐나다         | 11        |
| 체코공화국     | 6         |
| 오스트레일리아 | 4         |
| 리투아니아     | 4         |
| 폴란드         | 3         |
| 러시아         | 2         |
| 이스라엘       | 1         |
| 아일랜드공화국 | 1         |
| 세르비아       | 1         |

## 같이 보기
- 차임

## 참고 자료
- Boogert, Loek, André Lehr, and Jacques Maassen. 45 Years of Dutch Carillons, 1945–1990. Asten, the Netherlands: Netherlands Carillon Society, 1992. ISBN 90-900345-0-1.
- Huybens, Gilbert. Carillons et Tours de Belgique. Ghent, Belgium: Ludion Editions, 1994. ISBN 90-5544-019-1.
- Keldermans, Karel, and Linda Keldermans. Carillon: The Evolution of a Concert Instrument in North America. Springfield, IL: Springfield Park District, 1996. ISBN 0-9652252-0-8.
- Lehr, André. The Art of the Carillon in the Low Countries. Tielt, Belgium: Lannoo, 1991. ISBN 90-209-1917-2.
- Rombouts, Luc. Singing Bronze: A History of Carillon Music. Leuven, Belgium: Leuven University Press, 2014. ISBN 978-90-5867-9567.
- Swager, Brian. A history of the carillon: its origins, development, and evolution as a musical instrument. Document (D. Mus.). Indiana University, 1993.